# Municipio de Otzolotepec
El municipio de Otzolotepec es uno de los 125 municipios del Estado de México, México. Su cabecera es la localidad de Villa Cuauhtémoc.

## Significado
Otzolotepec proviene del náhuatl, formado por tres vocablos: Ocelotl "ocelote o jaguar"; Tépetl: "cerro"; y C "en"; por lo que significa "en el cerro del ocelote o jaguar".

## Ubicación
El territorio del municipio de Otzolotepec se localiza en  la  parte  occidental  del  Estado  de  México,  en  las  coordenadas 98°53´45” (mínima), 98°55´50” (máxima) longitud oeste y 19°43´33” (mínima), 19°36´40” (máxima) latitud norte, a una altura de 2.700 metros sobre el nivel del mar,  tiene las colindancias  siguientes: al norte con los Municipios de Temoaya, Jilotzingo e Isidro Fabela, al sur con los Municipios de Toluca y Lerma, al oriente con los Municipios de Jilotzingo y Xonacatlán, al poniente con los Municipios de Temoaya y Toluca, con una superficie de 129.68 km². Se ubica a 84 km de la Ciudad de Toluca.

Vista panorámica desde las peñas de Otzolotepec

### Localidades
En el municipio se encuentran un total de 29 localidades, las principales y su población en 2010 son las siguientes:
| Localidad                                | Población (2010) |
| ---------------------------------------- | ---------------- |
| Villa Cuauhtémoc                         | 11 241           |
| Santa Ana Jilotzingo                     | 6 625            |
| Ejido de la Y Sección Siete a Revolución | 5 650            |
| San Mateo Mozoquilpan                    | 4 381            |
| Santa María Tetitla                      | 4 352            |
| San Mateo Capulhuac                      | 2 786            |
| San Isidro Las Trojes                    | 2 412            |
| La Concepción Hidalgo                    | 2 106            |
| San Agustín Mimbres                      | 1 853            |
| Santa Ana Mayorazgo                      | 1 414            |
| Total municipio                          | 78 146           |